# Мессі-Драйв
Мессі-Драйв (англ. Massey Drive) — містечко в Канаді, у провінції Ньюфаундленд і Лабрадор.

## Населення
За даними перепису 2016 року, містечко нараховувало 1632 особи, показавши зростання на 15,6%, порівняно з 2011-м роком. Середня густина населення становила 658,7 осіб/км².
З офіційних мов обидвома одночасно володіли 75 жителів, тільки англійською — 1 550, тільки французькою — 5. Усього 10 осіб вважали рідною мовою не одну з офіційних.
Працездатне населення становило 75,9% усього населення, рівень безробіття — 6,6% (7,7% серед чоловіків та 4,3% серед жінок). 94,9% осіб були найманими працівниками, а 5,1% — самозайнятими.
Середній дохід на особу становив $53 291 (медіана $46 165), при цьому для чоловіків — $62 383, а для жінок $43 919 (медіани — $53 675 та $39 509 відповідно).
18,4% мешканців мали закінчену шкільну освіту, не мали закінченої шкільної освіти — 13,4%, 68,6% мали післяшкільну освіту, з яких 36,9% мали диплом бакалавра, або вищий, 15 осіб мали вчений ступінь.
| Статево-вікова структура населення | Статево-вікова структура населення | Статево-вікова структура населення | Статево-вікова структура населення | Статево-вікова структура населення |
| ---------------------------------- | ---------------------------------- | ---------------------------------- | ---------------------------------- | ---------------------------------- |
|                                    |                                    |                                    |                                    |                                    |
| Всього                             | Всього                             | 49,8%50,2%                         |                                    |                                    |
| 0 — 14 років                       | 0 — 14 років                       |                                    | 19,5%                              | 19,5%                              |
| 15 — 64 років                      | 15 — 64 років                      |                                    | 74,4%                              | 74,4%                              |
| 65 і більше                        | 65 і більше                        |                                    | 6,1%                               | 6,1%                               |
| 85 і більше                        | 85 і більше                        |                                    | 0,3%                               | 0,3%                               |
| Середній вік (років)               | Середній вік (років)               | 35,335,4                           | 35,3                               | 35,3                               |
| Медіана (років)                    | Медіана (років)                    | 36,436,6                           | 36,5                               | 36,5                               |
| — чоловіки — жінки                 |                                    |                                    |                                    |                                    |

| Походження мешканців:     | Походження мешканців:     | Походження мешканців: | Походження мешканців: | Походження мешканців: |
| ------------------------- | ------------------------- | --------------------- | --------------------- | --------------------- |
| Походження                |                           |                       | осіб                  | %                     |
| Корінні американці        | Корінні американці        |                       | 405                   | 24.85%                |
| Інше північноамериканське | Інше північноамериканське |                       | 975                   | 59.82%                |
| Європейське               | Європейське               |                       | 885                   | 54.29%                |
| британське                | британське                |                       | 850                   | 52.15%                |
| французьке                | французьке                |                       | 135                   | 8.28%                 |
| Африканське               | Африканське               |                       | 10                    | 0.61%                 |
| Азійське                  | Азійське                  |                       | 15                    | 0.92%                 |

| Зайнятість населення за галузями (за класифікацією NOC): | Зайнятість населення за галузями (за класифікацією NOC): | Зайнятість населення за галузями (за класифікацією NOC): | Зайнятість населення за галузями (за класифікацією NOC): | Зайнятість населення за галузями (за класифікацією NOC): |
| -------------------------------------------------------- | -------------------------------------------------------- | -------------------------------------------------------- | -------------------------------------------------------- | -------------------------------------------------------- |
|                                                          |                                                          |                                                          |                                                          |                                                          |
| Управління                                               | Управління                                               |                                                          | 13,1%                                                    | 13,1%                                                    |
| Бізнес, фінанси та адміністрування                       | Бізнес, фінанси та адміністрування                       |                                                          | 11,6%                                                    | 11,6%                                                    |
| Природничі та прикладні науки                            | Природничі та прикладні науки                            |                                                          | 3,5%                                                     | 3,5%                                                     |
| Охорона здоров'я                                         | Охорона здоров'я                                         |                                                          | 17,7%                                                    | 17,7%                                                    |
| Освіта, правозахист, муніципальні та урядові служби      | Освіта, правозахист, муніципальні та урядові служби      |                                                          | 13,6%                                                    | 13,6%                                                    |
| Мистецтво, культура, відпочинок та спорт                 | Мистецтво, культура, відпочинок та спорт                 |                                                          | 1,5%                                                     | 1,5%                                                     |
| Роздрібна торгівля та послуги                            | Роздрібна торгівля та послуги                            |                                                          | 21,2%                                                    | 21,2%                                                    |
| Гуртова торгівля, транспорт та обладнання                | Гуртова торгівля, транспорт та обладнання                |                                                          | 15,7%                                                    | 15,7%                                                    |
| Виробництво                                              | Виробництво                                              |                                                          | 2%                                                       | 2%                                                       |

## Клімат
Середня річна температура становить 3,5°C, середня максимальна – 19,5°C, а середня мінімальна – -13,7°C. Середня річна кількість опадів – 1 274 мм.
| Клімат поселення                              | Клімат поселення | Клімат поселення | Клімат поселення | Клімат поселення | Клімат поселення | Клімат поселення | Клімат поселення | Клімат поселення | Клімат поселення | Клімат поселення | Клімат поселення | Клімат поселення | Клімат поселення |
| Показник                                      | Січ.             | Лют.             | Бер.             | Квіт.            | Трав.            | Черв.            | Лип.             | Серп.            | Вер.             | Жовт.            | Лист.            | Груд.            |                  |
| Середній максимум, °C                         | −2,96            | −3,76            | 0,12             | 5,48             | 11,01            | 16,43            | 19,53            | 19,08            | 13,88            | 8,53             | 3,43             | −1,6             |                  |
| Середня температура, °C                       | −7,9             | −8,7             | −4,83            | 0,53             | 6,07             | 11,48            | 16,54            | 16,10            | 10,90            | 5,53             | 0,44             | −4,6             |                  |
| Середній мінімум, °C                          | −12,84           | −13,66           | −9,77            | −4,42            | 1,12             | 6,53             | 13,55            | 13,11            | 7,90             | 2,54             | −2,55            | −7,59            |                  |
| Норма опадів, мм                              | 128              | 92               | 80               | 71               | 83               | 97               | 99               | 120              | 122              | 126              | 126              | 130              |                  |
| Середньомісячна швидкість вітру, м/с          | 5.05             | 4.81             | 4.89             | 4.70             | 4.25             | 4.04             | 3.70             | 3.82             | 4.17             | 4.35             | 4.60             | 4.83             |                  |
| Середньомісячна сонячна радіація, кДж/м²·день | 3596             | 6566             | 10747            | 14411            | 17677            | 19182            | 18629            | 15750            | 11627            | 6936             | 3754             | 2689             |                  |
| --------------------------------------------- | ---------------- | ---------------- | ---------------- | ---------------- | ---------------- | ---------------- | ---------------- | ---------------- | ---------------- | ---------------- | ---------------- | ---------------- | ---------------- |
| Джерело:                                      |                  |                  |                  |                  |                  |                  |                  |                  |                  |                  |                  |                  |                  |